# Mosè salvato dalle acque (Pittoni)
Mosè salvato dalle acque è un dipinto di Giambattista Pittoni, realizzato attorno al 1730 ed oggi conservato nella collezione permanente del Portland Art Museum negli Stati Uniti..